# 或る種の愛情
『或る種の愛情』（A Kind of Loving）は、スタン・バーストウの小説を原作とし、ジョン・シュレシンジャーが監督した1962年のイギリスのドラマ映画である。
第12回ベルリン国際映画祭で金熊賞を獲得した。

## キャスト
- アラン・ベイツ
- ジューン・リッチー（英語版）
- ゾーラ・ハード（英語版）

## 評価
イギリスでは1962年公開映画で6位の興行収入であった。

### 受賞とノミネート
| 映画祭・賞          | 部門           | 候補者                                     | 結果       |
| ------------------- | -------------- | ------------------------------------------ | ---------- |
| ベルリン国際映画祭. | 金熊賞         | ジョン・シュレシンジャー                   | 受賞       |
| 英国アカデミー賞    | 総合作品賞     | 『或る種の愛情』                           | ノミネート |
| 英国アカデミー賞    | 英国作品賞     | 『或る種の愛情』                           | ノミネート |
| 英国アカデミー賞    | 英国主演男優賞 | アラン・ベイツ                             | ノミネート |
| 英国アカデミー賞    | 脚本賞         | ウィリス・ホール、キース・ウォーターハウス | ノミネート |